# Хьонир
Хьонир (нордически: Hœnir или Hönir) е бог в скандинавската митология. Той е този, който дава на Аск и Ембла разсъдък, докато Один им дава душа, а Ве (Лодур) – сетива. Хьонир по-късно е разменен като заложник след войната между Асите и Ваните. Асите дават Хьонир и Мимир, а Ваните предават като заложници Ньорд заедно с децата му Фрейр и Фрейя.
В поемата Вьолуспа при създаването на Аск и Ембла Хьонир и Лодур помагат на Один. В книгата Гюлфагининг Вили и Ве са споменати вместо това. Възможно е Хьонир да е друго име за Вили, а Лодур – за Ве. Според Вьолуспа Хьонир ще е един от боговете, оцелели след Рагнарьок.
Кратер на луната Калисто е наречен Хьонир.